# Zulip
Zulip ist eine freie Chat-Software und Groupware, die 2012 von Jeff Arnold, Waseem Daher, Jessica McKellar und Tim Abbott entwickelt wurde. Heute ist es eine Freie und Open Source Alternative zu Slack, mit mehr als 40.000 Commits durch mehr als 660 Personen.

## Überblick
In Zulip erfolgt die Kommunikation in Streams (ähnlich zu Channels in IRC). Jeder Stream kann mehrere Themen haben – Zulip bietet ein einzigartiges Threading-Modell, bei dem jede Nachricht neben dem Inhalt auch ein Thema hat. Zulip behauptet, dass dies die Produktivität verbessert, indem es "das Aufholen nach einem Tag voller Meetings erleichtert". Abgesehen davon bietet Zulip Standardfunktionen, die in Kollaborationsanwendungen zu finden sind, wie z. B. Reaktionen auf Nachrichten, Nachrichtensuchverlauf, Umfragen, private Nachrichten, Gruppennachrichten usw. Zulip Streams können privat oder öffentlich sein – nur Personen, die zu einem privaten Stream eingeladen wurden, können die Nachrichten darin sehen, während jeder innerhalb einer Organisation einem öffentlichen Stream beitreten kann. Nachrichten in Zulip können im Klartext oder mit Markdown formatiert gesendet werden, zusammen mit Bildern, Links und Dateianhängen. Zulip bietet für erweiterte Funktionalität auch Unterstützung für native Integrationen mit Hunderten von Diensten.

## Offizielle Client-Anwendungen
Neben der Weboberfläche unterstützt Zulip offiziell auch andere Clients, die alle als Open Source verfügbar sind:
- Mobile Apps für iOS und Android basierend auf React Native.[9]
- Ein Desktop-Client für Windows, macOS und Linux basierend auf Electron.[10]
- Eine Konsolenanwendung für Linux, macOS und Windows (WSL).[11]